# Dominic Sena
Dominic Sena (Niles, 26 aprile 1949) è un regista statunitense.

## Biografia
Nato nell'Ohio in una famiglia di origini italiane è uno dei fondatori della Propaganda Films. Ha iniziato la sua carriera lavorando nel campo degli spot pubblicitari e dei videoclip musicali, per artisti come Tina Turner, Sting, David Bowie, ma soprattutto per Janet Jackson, curando tutti i videoclip per il suo album Rhythm Nation 1814.
Il debutto alla regia cinematografica avviene nel 1993 con Kalifornia con Brad Pitt e Juliette Lewis, ma a causa dello scarso successo al botteghino del film per dirigere il suo secondo lungometraggio deve attendere sette anni, infatti nel 2000 dirige l'adrenalinico Fuori in 60 secondi con Nicolas Cage e Angelina Jolie, l'anno seguente invece dirige Codice: Swordfish con John Travolta, Hugh Jackman e Halle Berry.
Nel 2009 dirige Kate Beckinsale in Whiteout - Incubo bianco, adattamento cinematografico dell'omonima graphic novel. Nel 2011 gira un action-horror ambientato nel Medioevo, con protagonisti Nicolas Cage (alla sua seconda collaborazione con il regista) e Ron Perlman.

## Filmografia
- Rhythm Nation 1814 (1989) - Cortometraggio
- Kalifornia (1993)
- Fuori in 60 secondi (Gone in Sixty Seconds) (2000)
- Codice: Swordfish (Swordfish) (2001)
- 13 Graves (2006) - Film TV
- Whiteout - Incubo bianco (Whiteout) (2009)
- L'ultimo dei Templari (Season of the Witch) (2011)